# Linichthys
Linichthys is een geslacht van straalvinnige vissen uit de familie van karpers (Cyprinidae).

## Soorten
- Linichthys laticeps (Lin & Zhang, 1986)